# 上福元町
上福元町（かみふくもとちょう）は、鹿児島県鹿児島市の町。旧薩摩国谿山郡谷山郷上福元村、谿山郡谷山村大字上福元、鹿児島郡谷山町大字上福元、谷山市上福元町。郵便番号は891-0116。人口は7,420人、世帯数は3,121世帯（2020年4月1日現在）。

## 地理
鹿児島市南部（谷山地区）、永田川下流域に位置している。町域の北方には中山町、東谷山、清和、南方には西谷山、谷山中央東方には東谷山、南方から西方にかけて下福元町がそれぞれ接している。
交通は南部をほぼ東西に鹿児島県道20号鹿児島加世田線が通っており、中央部付近を指宿スカイラインが南北に通る。町域内には谷山インターチェンジがあり、指宿方面へ接続する指宿スカイラインと国道225号方面を結ぶ鹿児島県道219号玉取迫鹿児島港線が分岐している。

### 河川
- 永田川

## 歴史

### 上福元の成立
上福元という地名は江戸時代より見え、薩摩国谿山郡谷山郷（外城）のうちであった。また、上福元村は下福元村と共に「福本村」と称していた。
地内には谷山郷を管轄する地頭仮屋（現在の鹿児島市立谷山小学校所在地、谷山中央）が設置されており、その周辺には麓集落が形成されていた。村高は「旧高旧領取調帳」では3,191石余であった。山川路沿線には町場が広がっており、その町場は「松崎町」と称され、会所が設置されていた。明治時代になり上福元村には戸長役場が設置され、谷山郷の8村を管轄した。

### 町村制施行から鹿児島市編入まで
1889年（明治22年）に町村制が施行されたのに伴い、上福元村、下福元村、和田村、塩屋村、松崎町、平川村、中村、五ケ別府村の区域より谿山郡谷山村が成立した。それまでの上福元村の区域は谷山村の大字「上福元」となった。また、上福元村には谷山村役場が設置された。1897年（明治30年）4月1日に「 鹿兒島縣下國界竝郡界變更及郡廢置法律」（明治29年法律第55号）によって谿山郡が鹿児島郡に編入され、谿山郡に属していた谷山村は鹿児島郡のうちとなった。
1924年（大正13年）には谷山村が町制施行し谷山町となった。1958年（昭和33年）に谷山町が市制施行し谷山市となり、それまでの大字上福元は谷山市の町「上福元町」となった。
1967年（昭和42年）には谷山市と鹿児島市が対等合併し、鹿児島市となった。それに伴って鹿児島市の町となった。

### 住居表示実施に伴う町の分離
1976年（昭和51年）11月30日に魚見ヶ原団地の区域にあたる上福元町と中山町の各一部より魚見町が設置された。1979年（昭和54年）2月26日に笹貫・谷山塩屋地区の区域において住居表示が実施されることとなった。それに伴い町域の再編が実施され、谷山塩屋町及び上福元町の各一部より東谷山一丁目、上福元町の一部より小松原一丁目が設置された。1982年（昭和57年）2月15日には桜川地区において住居表示が実施されることとなり、上福元町の一部より東谷山二丁目及び東谷山三丁目が設置された。
1988年（昭和63年）2月15日には桜川地区において住居表示が実施されることとなり、上福元町の一部より東谷山四丁目及び東谷山五丁目が設置された。
1990年（平成2年）2月13日に上福元町及び中山町の各一部にあたる希望ヶ丘・自由ヶ丘団地地区において住居表示が実施されるのに伴い、町域の再編が行われた。これに伴い、希望ヶ丘団地の区域にあたる中山町及び上福元町の一部より希望ケ丘町が設置された。また同年11月5日には、宇宿町下地区及び上福元町小原地区において住居表示が実施されるのに併せて町の区域の再編が実施された。それに伴い上福元町及び中山町の一部が魚見町に編入され、上福元町・中山町の各一部より小原町、上福元町・宇宿町の各一部より桜ケ丘八丁目が設置された。
1996年（平成8年）2月13日には谷山市街地の区域において町域の再編が実施され、上福元町の一部より谷山中央一丁目、上福元町・谷山塩屋町の各一部より谷山中央二丁目、谷山中央三丁目、上福元町・谷山塩屋町・下福元町の各一部より谷山中央四丁目、上福元町・下福元町の各一部より谷山中央七丁目がそれぞれ設置された。
1997年（平成9年）2月17日には桜川第二地区において住居表示が実施されることとなり、上福元町及び中山町の一部より東谷山六丁目が設置され、同時に上福元町の一部が東谷山四丁目に編入された。
2001年（平成13年）8月13日に上福元町の一部より清和一丁目及び清和二丁目が設置され、上福元町の一部が自由ケ丘一丁目に編入された。
2014年（平成26年）2月17日には谷山第二地区土地区画整理事業の事業区域の一部で谷山第二地区（第一期）として住居表示が実施され、上福元町の一部より谷山中央八丁目、西谷山一丁目、上福元町・下福元町の各一部より西谷山二丁目が設置された。2017年（平成29年）2月6日に清和小学校周辺の上福元町の一部及び中山町の一部より清和三丁目、上福元町の一部より清和四丁目が設置された。
また2020年（令和2年）2月3日には、上福元町及び下福元町の一部より西谷山三丁目、上福元町の一部より西谷山四丁目が設置された。

### 字域の変遷
| 分割実施後             | 分割実施年月日     | 分割実施前         |
| ---------------------- | ------------------ | ------------------ |
| 魚見町（新設）         | 1976年（昭和51年） | 上福元町（一部）   |
| 魚見町（新設）         | 1976年（昭和51年） | 中山町（一部）     |
| 小松原一丁目（新設）   | 1979年（昭和54年） | 上福元町（一部）   |
| 東谷山一丁目（新設）   | 1979年（昭和54年） | 上福元町（一部）   |
| 東谷山一丁目（新設）   | 1979年（昭和54年） | 谷山塩屋町         |
| 東谷山二丁目（新設）   | 1982年（昭和57年） | 上福元町（一部）   |
| 東谷山三丁目（新設）   | 1982年（昭和57年） | 上福元町（一部）   |
| 東谷山四丁目（新設）   | 1988年（昭和63年） | 上福元町（一部）   |
| 東谷山五丁目（新設）   | 1988年（昭和63年） | 上福元町（一部）   |
| 希望ケ丘町（新設）     | 1990年（平成2年）  | 上福元町（一部）   |
| 希望ケ丘町（新設）     | 1990年（平成2年）  | 中山町（一部）     |
| 小原町（新設）         | 1990年（平成2年）  | 上福元町（一部）   |
| 小原町（新設）         | 1990年（平成2年）  | 中山町（一部）     |
| 魚見町（編入）         | 1990年（平成2年）  | 上福元町（一部）   |
| 桜ケ丘八丁目（新設）   | 1990年（平成2年）  | 上福元町（一部）   |
| 桜ケ丘八丁目（新設）   | 1990年（平成2年）  | 宇宿町（一部）     |
| 谷山中央一丁目（新設） | 1996年（平成8年）  | 上福元町（一部）   |
| 谷山中央二丁目（新設） | 1996年（平成8年）  | 上福元町（一部）   |
| 谷山中央二丁目（新設） | 1996年（平成8年）  | 谷山塩屋町（一部） |
| 谷山中央三丁目（新設） | 1996年（平成8年）  | 上福元町（一部）   |
| 谷山中央三丁目（新設） | 1996年（平成8年）  | 谷山塩屋町（一部） |
| 谷山中央四丁目（新設） | 1996年（平成8年）  | 上福元町（一部）   |
| 谷山中央四丁目（新設） | 1996年（平成8年）  | 谷山塩屋町（一部） |
| 谷山中央四丁目（新設） | 1996年（平成8年）  | 下福元町（一部）   |
| 谷山中央七丁目（新設） | 1996年（平成8年）  | 上福元町（一部）   |
| 谷山中央七丁目（新設） | 1996年（平成8年）  | 下福元町（一部）   |
| 東谷山六丁目（新設）   | 1997年（平成9年）  | 上福元町（一部）   |
| 東谷山六丁目（新設）   | 1997年（平成9年）  | 中山町（一部）     |
| 清和一丁目（新設）     | 2001年（平成13年） | 上福元町（一部）   |
| 清和二丁目（新設）     | 2001年（平成13年） | 上福元町（一部）   |
| 清和二丁目（新設）     | 2001年（平成13年） | 中山町（一部）     |
| 谷山中央八丁目（新設） | 2014年（平成26年） | 上福元町（一部）   |
| 西谷山一丁目（新設）   | 2014年（平成26年） | 上福元町（一部）   |
| 西谷山二丁目（新設）   | 2014年（平成26年） | 上福元町（一部）   |
| 西谷山二丁目（新設）   | 2014年（平成26年） | 下福元町（一部）   |
| 清和三丁目（新設）     | 2017年（平成29年） | 上福元町（一部）   |
| 清和三丁目（新設）     | 2017年（平成29年） | 中山町（一部）     |
| 清和四丁目（新設）     | 2017年（平成29年） | 上福元町（一部）   |
| 西谷山三丁目（新設）   | 2020年（令和2年）  | 上福元町（一部）   |
| 西谷山三丁目（新設）   | 2020年（令和2年）  | 下福元町（一部）   |
| 西谷山四丁目（新設）   | 2020年（令和2年）  | 上福元町（一部）   |

## 人口
以下の表は国勢調査による小地域集計が開始された1995年以降の人口の推移である。『鹿児島市史第5巻』によれば、2014年10月1日現在の町丁別人口は12,297人であり、吉野町に次いで鹿児島市で2番目の人口を擁していた。
| 年                 | 人口   |
| ------------------ | ------ |
| 1995年（平成7年）  | 21,288 |
| 2000年（平成12年） | 13,497 |
| 2005年（平成17年） | 11,396 |
| 2010年（平成22年） | 12,220 |
| 2015年（平成27年） | 12,522 |

## 施設

### 公共
- 鹿児島市消防局南消防署谷山分遣隊[42]
- 鹿児島市南部斎場[43][44]

### 郵便局
- 谷山上福元郵便局[45]

### 寺社
- 諏訪南方神社
- 大徳寺

### その他
- 谷山中央自動車学校

## 小・中学校の学区
市立小・中学校に通う場合、学区（校区）は以下の通りとなる。
| 町丁     | 番地 | 小学校                 | 中学校               |
| -------- | ---- | ---------------------- | -------------------- |
| 上福元町 | 一部 | 鹿児島市立西谷山小学校 | 鹿児島市立谷山中学校 |
| 上福元町 | 一部 | 鹿児島市立谷山小学校   | 鹿児島市立谷山中学校 |

## 交通

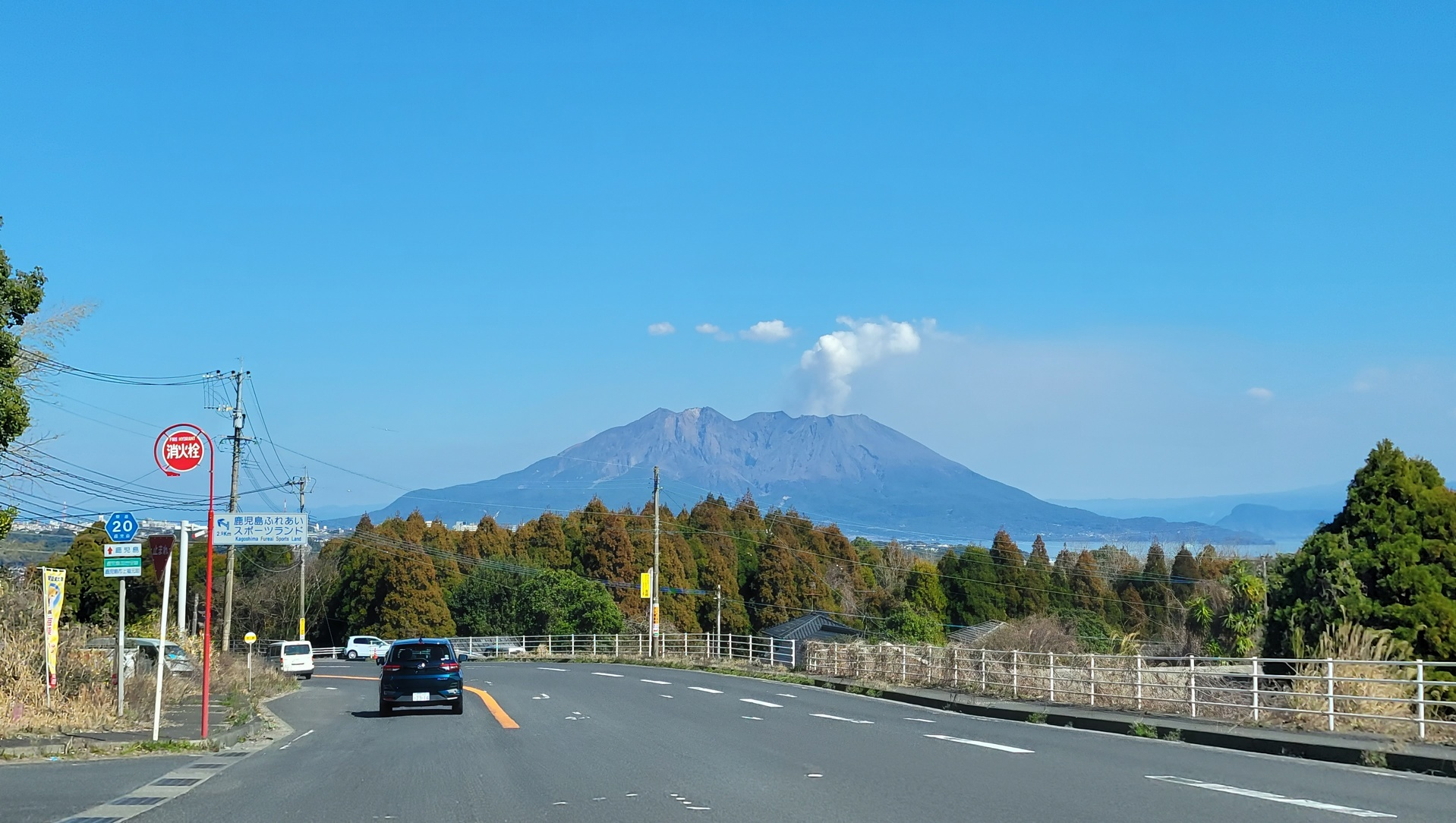
鹿児島県道20号鹿児島加世田線

### 鉄道
町域内には駅は所在していないが町域内を指宿枕崎線が通っており、隣接する谷山中央一丁目に谷山駅、慈眼寺町に慈眼寺駅が所在している。

### 道路
主要地方道（一般有料道路）
- 指宿スカイライン（鹿児島県道17号指宿鹿児島インター線）
  - 谷山インターチェンジ - 谷山本線料金所

主要地方道
- 鹿児島県道20号鹿児島加世田線

一般県道
- 鹿児島県道210号小山田谷山線
- 鹿児島県道219号玉取迫鹿児島港線